# Tapinocyba maureri
Tapinocyba maureri är en spindelart som beskrevs av Thaler 1991. Tapinocyba maureri ingår i släktet Tapinocyba och familjen täckvävarspindlar. Inga underarter finns listade i Catalogue of Life.